# Iceland International 2000
Die Iceland International 2000 im Badminton fanden vom 16. bis zum 19. November 2000 in Reykjavík statt.

## Sieger und Platzierte
| Disziplin    | Gold                        | Silber                        | Bronze                                   |
| ------------ | --------------------------- | ----------------------------- | ---------------------------------------- |
| Herreneinzel | Colin Haughton              | Mark Constable                | Jonathan Lewis                           |
| Herreneinzel | Colin Haughton              | Mark Constable                | Conrad Hückstädt                         |
| Dameneinzel  | Rebecca Pantaney            | Justine Willmott              | Jill Pittard                             |
| Dameneinzel  | Rebecca Pantaney            | Justine Willmott              | Katy Brydon                              |
| Herrendoppel | Peter Jeffrey David Lindley | Stephen Foster Ian Palethorpe | Magnús Ingi Helgason Ingólfur Ingólfsson |
| Herrendoppel | Peter Jeffrey David Lindley | Stephen Foster Ian Palethorpe | Helgi Jóhannesson Njörður Ludvigsson     |
| Damendoppel  | Natalie Munt Liza Parker    | Emma Chaffin Suzanne Rayappan | Vigdís Ásgeirsdóttir Ragna Ingólfsdóttir |
| Damendoppel  | Natalie Munt Liza Parker    | Emma Chaffin Suzanne Rayappan | Sara Jónsdóttir Brynja Pétursdóttir      |
| Mixed        | David Lindley Emma Chaffin  | Graham Crow Natalie Munt      | James Vincent Liza Parker                |
| Mixed        | David Lindley Emma Chaffin  | Graham Crow Natalie Munt      | Peter Jeffrey Suzanne Rayappan           |

## Ergebnisse

### Herreneinzel
- Johnathan Lewis –  David Thor Gudmundsson: 15-2 / 15-3
- Ingolfur Ingolfsson –  Egidijus Jankauskas: 15-13 / 15-12
- Colin Haughton –  Indridi Bjornsson: 15-4 / 15-3
- Stephen Foster –  Njörður Ludvigsson: 17-15 / 15-1
- Tómas Viborg –  Skuli Sigurdsson: 6-15 / 15-9 / 15-1
- Johnathan Lewis –  Baldur Gunnarsson: 15-1 / 15-1
- Ingolfur Ingolfsson –  Guðmundur Adolfsson: 9-4 Ret.
- Mark Constable –  Helgi Jóhannesson: 15-11 / 15-4
- Ian Palethorpe –  Reynir Gudmundsson: 15-3 / 15-4
- Conrad Hückstädt –  Magnús Ingi Helgason: 15-4 / 15-4
- Colin Haughton –  Stephen Foster: 15-7 / 15-3
- Johnathan Lewis –  Tómas Viborg: 15-4 / 17-14
- Mark Constable –  Ingolfur Ingolfsson: 15-1 / 15-1
- Conrad Hückstädt –  Ian Palethorpe: 15-1 / 15-3
- Colin Haughton –  Johnathan Lewis: 15-5 / 15-4
- Mark Constable –  Conrad Hückstädt: 15-11 / 15-12
- Colin Haughton –  Mark Constable: 15-9 / 15-7

### Dameneinzel
- Rebecca Pantaney –  Ragna Ingólfsdóttir: 11-3 / 11-9
- Katrín Atladóttir –  Bjork Kristjansdottir: 11-2 / 11-1
- Vigdís Ásgeirsdóttir –  Tinna Helgadóttir: 11-2 / 11-0
- Sara Jónsdóttir –  Halldora Elin Johannsdottir: 11-1 / 11-4
- Justine Willmott –  Anna Lilja Sigurdardottir: 11-1 / 11-0
- Katy Brydon –  Thorbjorg Kristinsdottir: 11-4 / 11-2
- Brynja Pétursdóttir –  Simone Prutsch: 8-11 / 11-5 / 11-5
- Jill Pittard –  Elsa Nielsen: w.o.
- Rebecca Pantaney –  Katrín Atladóttir: 11-2 / 11-3
- Jill Pittard –  Vigdís Ásgeirsdóttir: 11-5 / 11-3
- Justine Willmott –  Sara Jónsdóttir: 11-4 / 11-2
- Katy Brydon –  Brynja Pétursdóttir: 11-4 / 11-9
- Rebecca Pantaney –  Jill Pittard: 11-0 / 11-4
- Justine Willmott –  Katy Brydon: 11-7 / 11-7
- Rebecca Pantaney –  Justine Willmott: 11-5 / 11-3

### Herrendoppel
- Peter Jeffrey /  David Lindley –  Broddi Kristjánsson /  Tómas Viborg: 11-15 / 15-7 / 15-8
- Stephen Foster /  Ian Palethorpe –  David Thor Gudmundsson /  Skuli Sigurdsson: 15-4 / 15-5
- Helgi Jóhannesson /  Njörður Ludvigsson –  Graham Crow /  James Vincent: 15-12 / 15-7
- Magnús Ingi Helgason /  Ingolfur Ingolfsson –  Reynir Gudmundsson /  Egidijus Jankauskas: w.o.
- Peter Jeffrey /  David Lindley –  Magnús Ingi Helgason /  Ingolfur Ingolfsson: 15-4 / 15-3
- Stephen Foster /  Ian Palethorpe –  Helgi Jóhannesson /  Njörður Ludvigsson: 15-17 / 15-5 / 15-12
- Peter Jeffrey /  David Lindley –  Stephen Foster /  Ian Palethorpe: 15-10 / 9-15 / 15-11

### Damendoppel
- Simone Prutsch /  Anna Lilja Sigurdardottir –  Thorbjorg Kristinsdottir /  Bjork Kristjansdottir: 15-1 / 15-2
- Emma Constable /  Suzanne Rayappan –  Katrín Atladóttir /  Elsa Nielsen: 15-9 / 15-3
- Vigdís Ásgeirsdóttir /  Ragna Ingólfsdóttir –  Aslaug Hinriksdottir /  Irena Oskarsdottir: 15-1 / 15-1
- Sara Jónsdóttir /  Brynja Pétursdóttir –  Simone Prutsch /  Anna Lilja Sigurdardottir: 15-6 / 17-14
- Natalie Munt /  Liza Parker –  Tinna Helgadóttir /  Halldora Elin Johannsdottir: 15-0 / 15-3
- Emma Constable /  Suzanne Rayappan –  Vigdís Ásgeirsdóttir /  Ragna Ingólfsdóttir: 0-15 / 15-8 / 15-10
- Natalie Munt /  Liza Parker –  Sara Jónsdóttir /  Brynja Pétursdóttir: 8-15 / 15-4 / 15-4
- Natalie Munt /  Liza Parker –  Emma Constable /  Suzanne Rayappan: 15-12 / 15-11

### Mixed
- James Vincent /  Liza Parker –  Tómas Viborg /  Brynja Pétursdóttir: 12-15 / 15-3 / 15-6
- Graham Crow /  Natalie Munt –  Skuli Sigurdsson /  Anna Lilja Sigurdardottir: 15-2 / 15-9
- Helgi Jóhannesson /  Simone Prutsch –  David Thor Gudmundsson /  Tinna Helgadóttir: 15-5 / 15-2
- David Lindley /  Emma Constable –  Njörður Ludvigsson /  Vigdís Ásgeirsdóttir: 15-6 / 15-5
- James Vincent /  Liza Parker –  Ingolfur Ingolfsson /  Ragna Ingólfsdóttir: 15-4 / 15-1
- Graham Crow /  Natalie Munt –  Magnús Ingi Helgason /  Sara Jónsdóttir: 15-10 / 15-6
- Peter Jeffrey /  Suzanne Rayappan –  Helgi Jóhannesson /  Simone Prutsch: 15-12 / 15-7
- David Lindley /  Emma Constable –  James Vincent /  Liza Parker: 15-12 / 15-11
- Graham Crow /  Natalie Munt –  Peter Jeffrey /  Suzanne Rayappan: 15-7 / 8-15 / 15-8
- David Lindley /  Emma Constable –  Graham Crow /  Natalie Munt: 15-3 / 15-8